# Banjani (Bosanska Krupa, BiH)
Banjani su naseljeno mjesto u općini Bosanska Krupa, Federacija Bosne i Hercegovine, BiH.

## Povijest
Na početku rata u BiH 1992. godine, Vojska Republike Srpske je djelomično zauzela šire područje ovog sela. Dana 11. siječnja 1993. u jutarnjim satima započela je akcija Munja '93 koju su izvele jedinice 505. bužimske viteške brigade pod komandom Izeta Nanića. U toj operaciji sudjelovalo je oko 360 bužimskih vojnika. S druge strane nalazili su se pripadnici Novogradske brigade VRS (pretežno iz Bosanskog Novog) pod komandom Ranka Dabića. Srpskim snagama su naneseni značajni gubici u ljudstvu i MTS, nakon čega je u Bosanskom Novom proglašena višednevna žalost. Smatra se da su srpski gubici u ljudstvu iznosili oko 160 vojnika te četiri zarobljena, dok je ARBiH imala 18 poginulih boraca. Gotovo cijelo područje sela Banjani je zauzeto od strane ARBiH, te je tako ostalo do kraja rata 1995. godine.

## Stanovništvo

### Popisi 1971. – 1991.
| Banjani            |              |              |              |
| godina popisa      | 1991.        | 1981.        | 1971.        |
| Srbi               | 255 (50,89%) | 328 (61,08%) | 658 (92,93%) |
| Muslimani          | 241 (48,10%) | 181 (33,70%) | 47 (6,63%)   |
| Hrvati             | 1 (0,19%)    | 3 (0,55%)    | 0            |
| Jugoslaveni        | 0            | 24 (4,46%)   | 0            |
| ostali i nepoznato | 4 (0,79%)    | 1 (0,18%)    | 3 (0,42%)    |
| ukupno             | 501          | 537          | 708          |

### Popis 2013.
| Banjani            |              |
| godina popisa      | 2013.        |
| Bošnjaci           | 292 (87,95%) |
| Srbi               | 39 (11,75%)  |
| Hrvati             | 0            |
| ostali i nepoznato | 1 (0,30%)    |
| ukupno             | 332          |